# Ivar Olofsson Kamp
Ivar Olofsson Kamp, född på 1600-talet, död 15 december 1722, var en svensk borgmästare och riksdagsman.

## Biografi
Ivar Olofsson Kamp föddes på 1600-talet. Han var son till rådmannen Olof Nilsson. Kamp arbetade som sjökapten och skeppsredare. Han var från 1716 till 1718 borgmästare i Strömstads stad. Kamp var riksdagsledamot för borgarståndet i Strömstad vid riksdagen 1719. Han avled 1722.

### Familj
Kamp var gift med Birgitta Ullman. De fick tillsammans sonen Lars Kamp.